# Academie van de Oeral voor Architectuur
De Academie van de Oeral voor Architectuur of Staatsacademie van de Oeral voor Beeldende Kunsten en Architectuur (Russisch: Уральская государственная архитектурно-художественная академия; Oeralski gosoedarstvennaja architektoerno-choedozjestvennaja akademieja) is een academie in de Russische stad Jekaterinenburg. De academie wordt in het dagelijks spraakgebruik vaak afgekort tot OeGAChA (УрГАХА).
De academie werd in 1947 gesticht als een faculteit van de Staats-Technische Universiteit van de Oeral. In 1967 werd het geherstructureerd en werd een tak van het Instituut voor Architectuur van Moskou, hetgeen later een onafhankelijke school voor architectuur werd, die oorspronkelijk Instituut voor Architectuur van Sverdlovsk heette, naar de naam van Jekaterinenburg tijdens de Sovjet-Unie.
De academie vormt een van de meest prestigieuze scholen voor mode, ontwerp en architectuur in Rusland. De academie kent 20 leerstoelen, 6 faculteiten en 2 instituten, namelijk het Instituut voor Beeldende Kunsten en het Instituut voor Urbanisme).
De academie staat bekend om de rol die ze speelde bij de totstandkoming van de rocksubcultuur (feitelijk een subcultuur van verzet) in de Sovjet-Unie. De Rock Club van Sverdlovsk die in 1986 werd gevormd in de academie, vormde de geboorteplaats van een aanzienlijke hoeveelheid beroemde rockgroepen, zoals Oerfin Dzjjoes (Урфин Джюс), Tsjajf (ЧайФ), Nautilus Pompilius, Nastja, Trek en Agata Kristi.